# Episodi de Il paradiso delle signore (seconda stagione)
La seconda stagione della serie televisiva Il paradiso delle signore , composta da 20 episodi, è stata trasmessa in prima visione su Rai 1 dall'11 settembre al 7 novembre 2017, con due episodi alla volta per dieci prime serate.
| nº | Titolo                             | Prima TV          |
| -- | ---------------------------------- | ----------------- |
| 1  | Un nuovo inizio                    | 11 settembre 2017 |
| 2  | Miss Paradiso                      | 11 settembre 2017 |
| 3  | Marcinelle                         | 12 settembre 2017 |
| 4  | Veneri in bicicletta               | 12 settembre 2017 |
| 5  | Una tenera canaglia                | 19 settembre 2017 |
| 6  | La settimana di San Remigio        | 19 settembre 2017 |
| 7  | Regine per un giorno               | 26 settembre 2017 |
| 8  | Lascia o raddoppia                 | 26 settembre 2017 |
| 9  | Anche gli uomini vanno in paradiso | 3 ottobre 2017    |
| 10 | Nuovi sodalizi                     | 3 ottobre 2017    |
| 11 | Il sogno americano                 | 10 ottobre 2017   |
| 12 | Dio salvi il popolo ungherese      | 10 ottobre 2017   |
| 13 | Il Paradiso perduto                | 17 ottobre 2017   |
| 14 | Il sole del Paradiso               | 17 ottobre 2017   |
| 15 | I duellanti                        | 24 ottobre 2017   |
| 16 | Presunto innocente                 | 24 ottobre 2017   |
| 17 | Lo spirito natalizio               | 31 ottobre 2017   |
| 18 | Natale al Paradiso                 | 31 ottobre 2017   |
| 19 | Sconti e conti di fine anno        | 7 novembre 2017   |
| 20 | Conto alla rovescia                | 7 novembre 2017   |

## Un nuovo inizio
Teresa, sconvolta dalla rivelazione che la moglie americana di Pietro, Rose Anderson, è ancora in vita, lascia momentaneamente Milano e ritorna a Castelbuono per stare da sola. Alla fine Teresa ritorna e, accompagnando Pietro a una serata di beneficenza in favore della ricerca medica presso l'ambasciata americana per conoscere tutta la verità su Rose, scopre che l'ex moglie di Pietro è in città per un incarico e non per lui, e che si è risposata con l'attore Frank Aprile. Pietro chiede a Teresa di sposarlo e lei accetta con gioia. D'accordo con Silvana, la ragazza decide che, per non sollevare accuse di favoritismi, non ne farà parola con nessuno sul posto di lavoro; tuttavia, Pietro promuove Teresa come collaboratrice di Elsa e Roberto, provocando le critiche del secondo sulla poca professionalità della cosa.
Vittorio, ormai licenziatosi da Il paradiso delle signore, mentre sta girando un video pubblicitario incontra Andreina, appena tornata dall'America, la quale si dice profondamente cambiata e non più interessata a Pietro; Vittorio si offre di accompagnarla a casa. Mario lascia il magazzino perché è stato chiamato per svolgere il servizio militare. Passando davanti al negozio, Anna incontra Quinto, il quale le dice di aver capito che non erano fatti per stare insieme; Quinto inciampa e si scontra con una delle aspiranti nuove commesse, Letizia Toscano. Lucia fa una breve incursione al magazzino per salutare Teresa e Silvana: perdonata dal marito Giovanni, presto partirà con lui per stabilirsi in una casa vicina a quella dei genitori di lei, e grazie ai loro prestiti apriranno un forno dove lavoreranno insieme.
Il paradiso delle signore si prepara alla riapertura in grande stile prevista il 3 settembre, alla quale come ospite d'onore presenzierà la grande Maria Callas. Clara è occupata con la selezione delle nuove Veneri, a cui si presentano in poche per via delle accuse rivolte a Pietro; tra di esse c'è anche Ines Rossetti, la procace nuova fiamma di Jacobi. Intanto Clara viene corteggiata da Corrado, sinceramente innamorato di lei, al quale però lei dice di dimenticare tutto quello accaduto fra loro.
Mandelli non demorde e, grazie all'aiuto della giornalista Violetta Sforza, continua a pubblicare articoli diffamatori per rovinare la reputazione di Pietro; anche Rose, nonostante quello che ha raccontato a Teresa e Pietro, consegna informazioni ai giornalisti locali per diffamare l'ex marito e rendere pubblico il fatto che come socio de Il paradiso delle signore ora ci sia il discusso Jacobi, al quale Pietro ha ceduto alcune quote del magazzino in cambio della sua testimonianza sulla sua innocenza nel processo per l'omicidio di Umberto Razzi, fratello di Mandelli. Avendolo scoperto, Mandelli si reca al magazzino per minacciare Pietro, il quale tra l'altro ha minacciato di denunciare Andreina, e nel farlo viene colto da un malore che lo porta alla morte.
- Ascolti: telespettatori 3 890 000 – share 15,51%[1].

## Miss Paradiso
Al funerale di Mandelli, Vittorio porge le proprie condoglianze ad Andreina e la esorta a non sottrarsi alla responsabilità di nuova dirigente della banca, nonostante il momento difficile, perché ha fiducia nelle sue capacità; si presenta anche Pietro, il quale chiede scusa ad Andreina per il male procuratole, ma lei insieme alla madre gli dice seccamente di andarsene. Letizia comunica la notizia della sua assunzione a don Saverio, il quale le ha consigliato di conoscere un mondo diverso dal suo il mondo per capire cosa desidera realmente; la ragazza conosce Domenico D'Angelo, un giovane giunto a Milano in cerca di lavoro, ospitato da don Saverio in cambio di qualche lavoretto. Per rilanciare l'immagine de Il paradiso delle signore, i pubblicitari hanno pensato di organizzare un concorso di bellezza prendendo spunto da Miss Italia, la cui vincitrice sarà nominata Miss Paradiso. Come nuove Veneri, oltre a Letizia, vengono assunte anche Ines e l'impertinente Federica Santini, mentre Domenico viene messo in prova come magazziniere da Jacobi. Nel frattempo, Rose manda i suoi informatori a caccia di notizie su Jacobi.
Vittorio annuncia a Pietro di essere in procinto di lasciare l'agenzia presso cui sta lavorando per mettersi finalmente in proprio; Pietro, geloso della vicinanza seppur innocente tra lui e Teresa, gli dice di stare alla larga dalla ragazza. Durante la sfilata, Teresa nota Rose tra il pubblico e fugge in camerino; Pietro la raggiunge e le chiede, dopo aver approvato la sua scelta di iniziare a gestire da sola il suo negozio, di restare al magazzino fino a quel momento, e lei acconsente a patto di tornare a fare la commessa. Tornati alla sfilata, Pietro ringrazia davanti a tutti Teresa per il suo fondamentale contributo nella realizzazione della nuova collezione. Il concorso viene vinto da Ines. Quando la ragazza ringrazia Jacobi per averla portata al magazzino, alcuni giornalisti non perdono tempo e attaccano Pietro, che viene difeso da Rose, la quale specifica di essere l'unica sua socia, che sono divorziati e che è pronta a fornire tutte le prove di cui hanno bisogno. Al termine della serata, Pietro chiede chiarimenti a Rose: lei afferma di aver acquistato le quote di Jacobi su sua richiesta perché gli servivano dei soldi per scappare da un inseguimento; Pietro promette che le restituirà i soldi il prima possibile e le ordine di sparire dalla sua vita, dichiarando che proprio lei è il suo più grande problema. Nel frattempo, Andreina è impegnata nello studio di un progetto iniziato da suo padre, che stava per incontrare degli americani intenzionati ad aprire un negozio a Milano di dimensioni tali da essere in grado di spazzare via Il paradiso delle signore.
- Ascolti: telespettatori 3 458 000 – share 16,45%[1].

## Marcinelle
Elsa e Roberto incontrano Vittorio, appena messosi in proprio in uno stabile a poca distanza da Il paradiso delle signore, il quale viene a sapere della "retrocessione" di Teresa e del fatto che Pietro, da quando è tornata Rose, molto spesso è di cattivo umore. Pietro e Teresa scelgono di mantenere la più totale discrezione, continuando a darsi del lei in pubblico. Frank intuisce che il vero fine di sua moglie non è concedersi una vacanza in Italia, ma studiare più da vicino gli affari dell'ex marito. Pietro accetta di avviare le consegne a domicilio ideate da Roberto ed Elsa per tentare di risollevare l'economia del magazzino, ma prima desidera realizzare una cerimonia commemorativa del disastro di Marcinelle, di cui tra l'altro Domenico è uno dei pochi sopravvissuti; il sindaco ritiene che l'iniziativa vada resa ufficiale a nome della città di Milano e pensa anche a un'onorificenza da consegnare al ragazzo. Rose dispone una gratifica per ciascuna delle dipendenti come regalo in quanto nuova datrice di lavoro, mostrandosi anche molto amichevole. Andreina incontra Poggi, l'avvocato di Nelson Rockefeller, dal quale apprende con sorpresa che suo padre aveva avanzato la proposta immobiliare di un palazzo come adeguata collocazione del nuovo grande magazzino in stile americano, cosa di cui viene informato anche Pietro tramite Rose; Pietro, dopo aver rifiutato l'aiuto dell'ex moglie, chiede al ragioniere Galli di approfondire la questione.
A Domenico verrà assegnata una medaglia al valor civile da parte di tutta la Città. Vittorio mostra a Teresa il suo nuovo studio personale, dove finalmente potrà dare sfogo alla propria creatività; la ragazza gli confida il suo desiderio di diventare stilista e aprire un negozio tutto suo, rivelandogli inoltre di essersi fidanzata con Pietro, che ci tiene alla sua amicizia e non vuole che ci siano malintesi, lasciandolo visibilmente deluso una volta rimasto solo. Clara si riavvicina a Corrado, che per il momento viene ospitato da Quinto dato che è rimasto senza casa, proponendogli un prestito. La contessa Torriani litiga con la nipote Eleonora, contraria al fatto che la zia spenda parte del proprio patrimonio in beneficenza; poco dopo la contessa incontra Andreina, alla quale spiega che suo padre voleva comprare un palazzo di sua proprietà ubicato proprio di fianco a Il paradiso delle signore. Il giorno della cerimonia (alla quale Domenico chiede e ottiene di non ricevere la medaglia) Pietro annuncia che il magazzino devolverà l'intero incasso della giornata alle vedove e ai figli dei caduti al disastro di Marcinelle; Clara e le Veneri partecipano devolvendo le loro gratifiche. Clara scopre che Corrado dorme in magazzino e promette che non lo rivelerà a Pietro, facendosi però giurare che manterranno le distanze in pubblico.
Domenico confida a Letizia di amare Benedetta Caruana, la ragazza che di tanto in tanto va a salutare all'uscita da scuola: il problema è che la famiglia di Benedetta lo odia e non crede che sia alla sua altezza; pur non dandolo a vedere, Letizia rimane amareggiata da questa scoperta. Teresa si reca a casa di Rose per consegnarle un abito; la donna raggira Teresa raccontandole una serie di bugie su sé stessa, Frank e Pietro. Mentre è a passeggio con Pietro, Teresa ritrova a sorpresa i suoi genitori, ai quali giustifica la presenza dell'uomo come un gesto di cavalleria.
- Ascolti: telespettatori 3 808 000 – share 15,6%[2].

## Veneri in bicicletta
A colazione coi genitori, Teresa spiega loro di aver intenzione di riaprire il negozio dello zio per vendere vestiti e non solo stoffe; data l'apprensione dei due, la ragazza preferisce rimandare la notizia del suo fidanzamento con Pietro. Anna continua a ricevere le visite di Giovanna Bartoletti, la moglie di Massimo, la quale mostra un'inspiegabile ed eccessiva preoccupazione per il suo stato di salute. Domenico ottiene da Pietro e dal ragionier Galli la possibilità di effettuare le consegne a domicilio per aumentare il proprio stipendio, scavalcando però gli altri dipendenti, che non la prendono bene. Andreina stringe un accordo (dietro lauto incentivo) con Eleonora per ottenere la cessione del palazzo che suo padre voleva acquistare dalla contessa Torriani; Andreina, dopo aver saputo da D'Arrivo, il legale di fiducia di famiglia, che gli americani stanno pensando di orientarsi a Roma per aprire il loro grande magazzino, decide di fissare un appuntamento al più presto, dopodiché chiede aiuto a Vittorio, ma lui risponde che non vuole schierarsi contro Pietro. Teresa organizza una cena per annunciare ai genitori di essersi fidanzata con Pietro, e inaspettatamente la ragazza trova come ospite Vittorio, invitato con insistenza dalla madre Rosaria; Teresa, dopo che Vittorio se ne va, fa appena in tempo a rivelare di essersi messa con Pietro che quest'ultimo varca la soglia: Rosaria si allontana in lacrime, mentre Giuseppe manda via Pietro nonostante lui dichiari la serietà delle sue intenzioni.
Il giorno dopo Giuseppe e Rosaria, assolutamente contrari al fatto che la figlia frequenti un uomo divorziato e che voglia perfino sposarlo in chiesa, decidono di trasferirsi in una pensione. A Il paradiso delle signore, Elsa espone a Pietro la sua nuova idea: mandare le Veneri a fare le consegne a domicilio in bicicletta. Domenico viene picchiato da due uomini ingaggiati dal padre di Benedetta. Letizia e Quinto scoprono di avere una certa affinità, ritrovandosi per puro caso entrambi davanti al Teatro alla Scala con l'intenzione di acquistare i biglietti per l'Aida. Vittorio ha intuito che Massimo e Giovanna vogliono portare via ad Anna il figlio che partorirà, e riferisce subito la cosa a Teresa. Pietro li vede e, dopo una breve discussione, lui e Vittorio arrivano alle mani; quest'ultimo, per ripicca, decide di accettare la proposta di Andreina. Pietro scopre dal ragioniere Galli che Rockefeller ha infine deciso di far erigere il grande magazzino a Roma. Teresa cerca di far ragionare Pietro, e lui si scusa perché ha i nervi a fior di pelle anche a causa dei lavori della metropolitana che stanno effettuando di fronte al magazzino; l'uomo, per ricucire i rapporti col sindaco, è costretto ad accettare un invito di Rose a una cerimonia, e chiede a Teresa di accompagnarlo. Prima di partire Teresa, aiutata da Silvana, rivela ad Anna che Giovanna e Massimo vogliono comprare il suo bambino. La contessa Torriani non vuole cedere il suo palazzo, così Marisa propone alla figlia di convincere Eleonora a far interdire la zia, così che i suoi beni passino a lei. La complicità tra Rose e Pietro ferisce Teresa, nella cui mente riecheggiano le parole della madre, secondo la quale lei per Pietro è solo la seconda scelta.
- Ascolti: telespettatori 3 509 000 – share 17,9%[2].

## Una tenera canaglia
Andreina, accompagnata da Vittorio, giunge a Roma per chiudere l'affare del grande magazzino con Rockefeller; Rose informa Pietro della cosa, e gli chiede di andare lì insieme a lei per fermarla. Teresa, intenerita dal piccolo lustrascarpe Salvatore, propone a Pietro e Clara di lasciarlo lavorare per un giorno nel magazzino, come servizio extra per i mariti delle clienti. A Il paradiso delle signore entra il commissario Ettore Dalmazio, l'uomo da cui Clara ebbe Matilde e che la capo-commessa ha già rivisto alla morte di Mandelli e durante la sfilata di Miss Paradiso, da lei respinto senza esitazione; successivamente Clara ascolta Teresa e Silvana parlare della vicenda di Anna (praticamente uguale a quella vissuta da lei), alla quale fa sentire tutta la sua comprensione e vicinanza, oltre a scacciare Massimo che era venuto a minacciarla. Nonostante l'incontro con Rockefeller non abbia dato i frutti sperati, il politico si congratula con Vittorio per il filmato proiettato durante l'incontro. Salvatore, nascostosi nel magazzino perché non vuole tornare in orfanotrofio, viene ospitato da Teresa per una notte. Quinto raggiunge Letizia all'oratorio per riparare un giradischi, e parlando con la ragazza viene a sapere della complicata situazione tra Domenico e Benedetta.
Pietro, spronato anche da alcune parole di Salvatore, decide di non partire con Rose e rimanere con Teresa; anche Rose rimane a Milano, pur convinta che Pietro partirà. Clara si reca in commissariato per incontrare Ettore: gli chiede di smettere di mandarle fiori e di cercarla al magazzino, e che non lo può perdonare; Ettore, diventato vedovo, le chiede cosa può fare per rimediare, allora Clara gli rivela che dalla loro relazione è nata una figlia, Matilde, e vuole che lui la rintracci. Salvatore, nuovamente rifugiatosi in magazzino, confessa a Pietro di non essere orfano e che i suoi genitori vogliono che frequenti la scuola, mentre invece lui vuole fare il lustrascarpe come il padre; Pietro riporta il bambino dai suoi genitori e gli fa promettere che tornerà a studiare. Pietro, su richiesta di Clara, assume Anna come assistente del ragioniere Galli. Vittorio è entusiasta all'idea di inaugurare in Italia la moda americana degli spot televisivi e si rilassa girando per le strade di Roma in compagnia di Andreina, che lo bacia; lui, però, afferma di non aver ancora dimenticato Teresa, che intanto scrive una lettera ai suoi genitori informandoli che userà il denaro rispeditole indietro per affittare il negozio dello zio, convinta che un giorno dovranno ricredersi quando lei e Pietro potranno proseguire la loro relazione alla luce del sole, e che sente la loro mancanza.
- Ascolti: telespettatori 4 025 000 – share 16,16%[3].

## La settimana di San Remigio
In occasione della settimana di San Remigio, Il paradiso delle signore regalerà alle sue clienti un omaggio per la scuola per ogni capo acquistato. Rose scopre che Rockefeller aprirà il suo grande magazzino in un edificio reso disponibile attraverso la prestigiosa banca di Mandelli, che sorgerà proprio accanto al magazzino di Pietro. Vittorio assiste Andreina al momento della firma del contratto con Rockefeller ma, dopo aver concluso l'accordo e aver accompagnato Eleonora fuori dal palazzo, scopre il piano ordito ai danni della contessa Torriani. Corrado scambia i biglietti sui pacchi da consegnare così da dispensare Domenico (distratto dalla riparazione di un furgoncino) dall'incarico e affidarlo a Quinto. Terminato l'ennesimo provino, Silvana viene fermata da un altro giovane aspirante attore, Leonardo Martelli, che le ricorda di averla già incontrata in una simile occasione e la invita a bere qualcosa, ma lei preferisce andarsene con Roberto. Vittorio mette al corrente Pietro e Teresa del piano ai danni della contessa Torriani, e il giorno dopo la ragazza lo riferisce a Silvana e Anna.
Vittorio annuncia ad Andreina che lascerà il lavoro presso la Rockefeller Company, definendola una viziata che non accetta che le si dica di no, degna erede di suo padre, oltre ad accusarla di aver tentato di comprarlo tramite una telefonata di lavoro di Marco Salimbeni, dirigente Rai, sottolineando inoltre quanto sbagliato sia il fatto di voler interdire la contessa Torriani solo per colpire Pietro. Nel frattempo, al magazzino viene allestita una recita basata su Le avventure di Pinocchio. Storia di un burattino; Domenico, vestito da asino, si sente umiliato quando vede arrivare Benedetta, sua madre e il fratellino, mentre invece Silvana, vestita da Fata Turchina, riceve il recapito per un prossimo provino da parte di Leonardo il quale le propone di prepararsi insieme.
Rose, per contrastare la concorrenza di Rockefeller, pensa di espandere Il paradiso delle signore creando un franchising e aprendo altri negozi così da toccare tutte le principali città d'Italia. Teresa affronta Andreina e le domanda se, nel caso in cui la contessa Torriani dovesse vendere di sua spontanea volontà il palazzo, la richiesta di interdizione verrebbe annullata; Andreina risponde che in tale eventualità il grande magazzino americano aprirebbe molto prima, e la richiesta d'interdizione di Eleonora sparirebbe. Teresa parla a Rose e Pietro sull'accordo fatto con Andreina, sostenendo di dover seguire la propria coscienza. Teresa, confidatasi con Vittorio riguardo alla difficile situazione in cui versa Il paradiso delle signore, accetta un suo passaggio in automobile, mentre Pietro li osserva da lontano.
- Ascolti: telespettatori 3 498 000 – share 17,67%[3].

## Regine per un giorno
Teresa si reca a Il paradiso delle signore prima dell'orario di apertura, così da poter incontrare Pietro e parlare da sola con lui dopo la storia della contessa: l'uomo, tuttavia, si mostra freddo e scostante, anche se imputa la lontananza con lei alla mole di lavoro che l'apertura del franchising comporta. Viene inoltre rivelato che il tentativo fatto da Teresa con la contessa si è rivelato infruttuoso. Leonardo si presenta in negozio per proporre nuovamente a Silvana di preparare insieme il provino, ma la ragazza lo manda via ancora una volta, asserendo di avere già Roberto con cui provare la parte (anche se quest'ultimo le dice di non poterla aiutare). Prendendo il posto di Anna, Teresa porta il pranzo in ufficio a Rose e Pietro, origliando la con conversazione tra i due, che sembrano molto affiatati. Corrado, invitato dal ragioniere a trovarsi un altro posto dove dormire, inizia a chiedersi chi abbia parlato.
Intanto Teresa conosce Maria Taddei, una ragazza siciliana che ricorda molto la stessa Teresa nei suoi primi giorni a Milano. La ragazza sta per compiere 18 anni e non ha nessuno che si prenda cura di lei, essendo la sua famiglia rimasta in Sicilia; Teresa, appresa la sua situazione grazie a Letizia, prende a cuore la ragazza. Andreina torna da Vittorio, chiedendogli di lavorare ancora per lei a una pubblicità per la Lancia Appia, ma Vittorio è ancora arrabbiato e si rifiuta di aiutarla. Intanto in magazzino, Anna incontra Quinto per fargli avere la lista dei clienti a cui fare le consegne, avendo il ragazzo ottenuto il lavoro al posto di Domenico: Anna gli chiede informazioni sulla Scuola Radio Elettra, venendo a sapere che Quinto non si è ancora diplomato, ma che ha intenzione di riprovarci, grazie a Letizia. Domenico continua a insistere per poter fare le consegne, anche solo per un altro giorno, ma Quinto rifiuta e i due arrivano quasi alle mani, anche se vengono fermati in tempo.
Su richiesta di Domenico, Letizia si reca a scuola da Benedetta per farle sapere che il ragazzo non può più fare le consegne e quindi non potrà incontrarla, cosa che spiega perché Domenico insistesse tanto per poterle fare anche per un altro giorno soltanto; tuttavia, Letizia la invita all'oratorio, in modo da farla incontrare con Domenico. Intanto Domenico parla con il ragioniere, denunciando il fatto che Corrado stia dormendo in magazzino. Una sera, Pietro va a trovare Teresa e i due si chiariscono. Le Veneri, informate da Teresa sulla situazione di Maria, decidono di regalarle un vestito e di farle una piccola festicciola in caffetteria in pausa pranzo il giorno seguente, idea che si trasforma in un'iniziativa per offrire a tutte le sue clienti un servizio di trucco e caffè gratuiti e che si rivela un ottimo successo in termini di pubblicità. Il padre di Benedetta si presenta alla festa e, dopo aver scoperto che lì si trovano sua figlia e Domenico, sgrida Benedetta di fronte a tutti e la riporta a casa, rimproverando anche Letizia per avergli mentito dicendogli che la figlia sarebbe andata all'oratorio. Andreina scopre che Vittorio ha acconsentito alla pubblicità per la Lancia Appia, che si terrà al magazzino; Andreina affronta Vittorio perché voleva esserne informata prima, e in seguito l'uomo ne parla con Pietro, che si mostra favorevole. Dopo che gli invitati se ne sono andati, Pietro bacia Teresa di fronte alle dipendenti e annunciano l'intenzione di sposarsi; vengono visti anche da Rose e Vittorio, visibilmente delusi.
- Ascolti: telespettatori 4 293 000 – share 16,59%[4].

## Lascia o raddoppia
Corrado viene selezionato per il programma Lascia o raddoppia?, così il ragioniere Galli e Clara lo aiutano a ripassare la storia del ciclismo, sua grande passione, e a migliorare il portamento e la dizione. Marisa invita a casa l'ex fidanzato della figlia, Alberto Guerra, per amministrare la banca poiché infastidita dalla scelta di Andreina di coinvolgere Vittorio in occasione della campagna pubblicitaria della Lancia Appia, suscitandone il disappunto. Vittorio vorrebbe che la contessa Torriani facesse da madrina alla presentazione della nuova auto perché ha attraversato due guerre mondiali, curava i feriti, guidava le ambulanze, era di origini umili (il suo nome prima di sposarsi era Laura Rocchi, prima donna a ottenere la patente di guida a Milano) ed è diventata nobile: rappresenta un perfetto simbolo di emancipazione femminile, perciò potrebbe riscattare completamente la sua immagine agli occhi di tutti, soprattutto salvaguardandola da coloro che vogliono farla interdire. Tuttavia, la contessa Torriani oppone il suo fermo rifiuto, sostenendo di non guidare da ormai troppi anni.
Frank e Rose cenano con Rockfeller, il quale crede che il progetto de Il paradiso delle signore morirà e vuole affidare proprio a Rose il suo nuovo Mall; successivamente, Frank litiga con Rose avendo capito che la moglie è ancora interessata a Pietro. Quinto regala a Letizia dei biglietti per andare insieme alla prima dell'Aida al Teatro alla Scala, mentre Clara rimane sempre più affascinata da Corrado, prestandogli un completo di suo padre scomparso. Inoltre Clara ha problemi con la sua rigidissima madre, che con il suo comportamento induce una dopo l'altra le ragazze in subaffitto ad andarsene, mentre lei fa di tutto per cercare di risolvere i problemi economici di famiglia. Una sera Teresa riesce a convincere la contessa Torriani a guidare la sua vecchia automobile, cui lei e suo marito erano molto affezionati e chiamata Berta. Il giorno successivo, durante un cambio d'abito, Teresa nota sul braccio sinistro della contessa un tatuaggio numerato, così la donna le racconta un terribile evento del suo passato: nel 1943 qualcuno la denunciò, lei fu arrestata e portata al campo di concentramento di Auschwitz, dove conobbe la moglie del colonnello delle SS, che voleva imparare a guidare, e lei fortunatamente era una delle poche prigioniere a saperlo fare. Passato quell'incubo, la donna decise di non mettersi mai più alla guida.
Durante la presentazione della Lancia Appia, Teresa rivela ad Andreina il drammatico passato della contessa Torriani. Andreina si arrabbia con sua madre per averle tenuto questa faccenda, ma Marisa si limita a ribattere che il loro compito è quello di difendere la memoria del padre morto per colpa di Pietro; di contro, Andreina rifiuta di presenziare alla cena con Alberto. Tutto il personale del magazzino è entusiasta e pronto ad assistere alla puntata di Lascia o raddoppia? con Corrado come concorrente: nonostante qualche titubanza, Corrado riesce a dare tutte le risposte giuste. Clara guarda la puntata a casa con la madre, la quale apprezza molto Corrado e si accorge della forte partecipazione emotiva della figlia, oltre al fatto che lui indossi il completo del marito. Vittorio è l'unico a non assistere al programma preferendo rimanere da solo in ufficio, dove viene inaspettatamente raggiunto da Rose, la quale gli chiede inutilmente perché ha smesso di lavorare per Pietro proprio nel momento in cui quest'ultimo si è trovato in difficoltà. La donna gli propone di prendere il magazzino come cliente della sua agenzia e di promuoverlo.
- Ascolti: telespettatori 3 916 000 – share 18,82%[4].

## Anche gli uomini vanno in paradiso
Dopo aver guardato Corrado in televisione, a Pietro viene in mente una nuova idea: aprire un reparto di abbigliamento maschile. Andreina visita la tomba di suo padre, poi fa visita a Vittorio: gli confida di essere tormentata all'idea che la contessa Torriani possa essere interdetta, poi gli chiede di aiutarla ad affrontare i legali di Rockefeller. Andreina, affiancata da Vittorio, dichiara che se il Mall non verrà spostato in un altro palazzo, la Banca Mandelli è pronta a ritirarsi dall'affare, sconcertando sua madre. Pietro non riesce a trovare sarti disposti a lavorare per Il paradiso delle signore, quindi Teresa, forte dell'apprezzamento di Elsa per i suoi disegni di moda, si offre di cucire gli abiti per la linea maschile. Rose rivela a Frank di aver rifiutato di entrare in società con Rockefeller; lui prende la cosa sul personale dicendole che questa decisione coincide con l'aver scelto Pietro al suo posto, insinuando il dubbio sulla difficoltà di riuscire a riconquistare ques'ultimo, infine dandole l'addio.
Quinto riceve una lettera dal Comune che l'avverte dell'imminente demolizione della sua casa, perciò Letizia gli propone un alloggio all'oratorio per lui e Corrado. Domenico viene a sapere da Benedetta che la sua famiglia vuole farle conoscere un certo Paolo, futuro ragioniere; allora Domenico, saputo che Pietro cerca un commesso maschio, chiede a Letizia di aiutarlo a prepararsi. Rose e Pietro chiedono aiuto a Vittorio, che non possono permettersi di perdere e di veder lavorare per la concorrenza, ma quest'ultimo rifiuta il contratto in esclusiva nonostante la totale libertà creativa e l'aumento di stipendio che gli sarebbero stati concessi, affermando di non aver bisogno de Il paradiso delle signore e di non voler tornare sotto padrone. Marisa, furiosa con la figlia perché i legali di Rockefeller hanno rifiutato l'accordo, le fa sapere di averla estromessa dalla direzione della banca: Andreina decide quindi di non tornare più a casa, e Vittorio si offre di ospitarla. Il ragioniere Galli ascolta una conversazione telefonica tra Anna e sua madre, in cui quest'ultima le intima di non chiamarla più e che lei e il marito l'hanno rinnegata.
Vittorio scopre che la Lancia si è rivolta a un'altra agenzia in America, la Sterling& Cooper; non sapendo che ciò è dovuto a Rose, Vittorio accusa Pietro di averlo sabotato e si essere un ingrato, rivelandogli che se Andreina è uscita dall'affare con Rockefeller salvando il magazzino è anche grazie a lui. Letizia e Quinto mettono alla prova la pazienza di Domenico come commesso, ma Clara li avverte che quanto stanno facendo è inutile, dal momento che sceglierà solo un commesso con comprovata esperienza. A fine giornata Clara offre ospitalità per una notte a Corrado, ma si accorge di essere arrivata seconda perché lui, benché un po' confuso, si lascia trascinare via da Ines. Dopo aver consolato Domenico, una volta soli Quinto bacia Letizia e proprio in quel momento vengono visti da Anna; nello stesso momento, a casa di Anna, durante una prova Leonardo bacia Silvana e in quell'istante suona alla porta Roberto. Pietro ripensa al dialogo avvenuto con Vittorio e all'ultimo cambia idea, decidendo di lasciare andare Teresa da sola con il ragionier Galli a Biella, perché per lui questo potrebbe essere il momento propizio per agire con gli americani, poi raggiunge Rose in albergo e le dice che devono al più presto contattare Rockefeller: gli offriranno loro il palazzo della contessa Torriani e proporranno di realizzare una catena di grandi magazzini con i finanziamenti degli americani, ma continuando a utilizzare il nome del Il paradiso delle signore.
- Ascolti: telespettatori 3 915 000 – share 15,33%[5].

## Nuovi sodalizi
Letizia salta un giorno di lavoro per andare a chiedere consiglio a don Saverio: la ragazza non è più sicura di voler diventare suora, così il prete le risponde che può servire Dio anche creandosi una famiglia, e la incoraggia a seguire i suoi sentimenti. Anna dice a Letizia di averla vista baciare insieme a Quinto e la prega di non illuderlo inutilmente se non è sicura dei suoi sentimenti, poi la ragazza confida a Quinto quanto detto a don Saverio. Ascoltando alcune conversazioni delle commesse, Clara capisce che Corrado pur accettando l'ospitalità di Ines non cede ai suoi flirt, perciò invita l'uomo a cenare a casa sua con anche l'intenzione di affittargli la camera precedentemente occupata dalle ex inquiline; riguardo quest'ultima cosa, sua madre declina motivando la stanza come non abbastanza confortevole per lui, oltre al fatto che la gente potrebbe sparlare, e propone invece il Grand Hotel. Pietro riesce a prendere accordi con la contessa Torriani, alla quale Rose promette che se venderà a loro il suo palazzo lo metteranno a disposizione del Comune per i cittadini bisognosi; la contessa accetta, e Rose propone a Pietro di festeggiare con una gita al lago.
Vittorio raggiunge Teresa alla fabbrica tessile di Biella per riaccompagnarla a Milano; durante il tragitto, Vittorio le racconta gli ultimi avvenimenti e di ritenere che ci sia Pietro dietro la fine della collaborazione con la Lancia, così anche Teresa si sfoga con lui esprimendo la sua scontentezza per la scelta di Pietro di rimanere a Milano con Rose anziché raggiungerla e mantenere la promessa di trascorrere quei giorni insieme a lei. Quando si accorgono di aver bucato, ciò è un'occasione per ricordare insieme il passato. Rose e Pietro alloggiano all'albergo sul lago presso cui si trova la stessa contessa Torriani, dove l'ex moglie intesse un sottile gioco di seduzione, mentre Teresa, a casa da sola, si domanda che fine abbia fatto Pietro. Quest'ultimo resiste alle provocazioni di Rose e torna da Teresa baciandola appassionatamente. Il padre di Rose, un'importante senatore americano, vuole che sua figlia lo raggiunga a Parigi. Gabriele Menotti, il nuovo commesso, rivela a Roberto di essere stato in passato allontanato dal luogo di lavoro per pederastia, dicendogli che pensa che lui possa comprenderlo più di chiunque altro, ma Roberto nega con decisione, e quando successivamente Gabriele lo invita a cena con degli amici, lui declina presentandogli Silvana come sua fidanzata e incoraggiandola per l'imminente provino a teatro per Un tram chiamato Desiderio, che avrebbe dovuto sostenere insieme a Leonardo; al termine del provino vengono presi per la parte, e per la felicità dietro le quinte Leonardo all'improvviso bacia Silvana, e dopo un primo momento di incertezza lei gli restituisce il bacio.
Ines capisce che Corrado non è interessato a lei ma a Clara, con la quale l'uomo si reca alla successiva puntata di Lascia o raddoppia?, dove vince nuovamente. Andreina e Vittorio hanno un breve diverbio interrotto dall'arrivo di Teresa, che dice a Vittorio di raggiungere immediatamente il negozio per un'emergenza; qui scopre che la ragazza ha architettato un incontro fra lui e Pietro nella speranza che tornino amici come prima, quindi li chiude dentro a chiave e abbassa la saracinesca, abbandonandoli lì per l'intera notte. Il giorno successivo il piano di Teresa si rivela azzeccato, e dopo ore passate a parlare Pietro e Vittorio ritrovano l'affiatamento dei vecchi tempi. Rose si accorge della bella novità e scopre che Pietro ha deciso di affidare la pubblicità de Il paradiso delle signore all'Agenzia Conti, dove vengono subito assunti Elsa e Roberto. Rose informa Pietro del fatto che Rockefeller è molto interessato alla loro proposta, e dato che la settimana seguente verrà in magazzino per un appuntamento, devono organizzare la più grande festa in onore dell'America che sia mai stata celebrata; inoltre, Rose gli rivela che non è più costretta a partire per Parigi, e Pietro le risponde di esserne contento.
- Ascolti: telespettatori 3 653 000 – share 17,3%[5].

## Il sogno americano
Vittorio si prepara ad accogliere Rockefeller in grande stile, tutto a tema sogno americano, dalla scenografia al trio canoro rock and roll. Tutti i presenti ne sono entusiasti, e anche Clara si lascia andare accettando un invito di Corrado a ballare lontano dagli occhi degli altri. Pietro è decisamente soddisfatto del risultato ottenuto, mentre il ragioniere Galli continua ad aiutare sia Corrado regalandogli l'almanacco del ciclista come materiale di studio per le prossime puntate di Lascia o raddoppia?, quanto per Anna, aiutandola nella dattilografia e regalandole qualche volta i manicaretti preparati da sua moglie.
Domenico origlia una conversazione tra Gabriele e Roberto, in cui il commesso invita il pubblicitario a una festa con amici suoi, dicendogli che è meglio vivere una vita difficile che una vita infelice, ma rassicurandolo sul fatto che se non dovesse sentirsi a suo agio e se dovesse ripensare alla sua fidanzata potrà andarsene quando vorrà, senza temere di essere giudicato. Rose rivela a Pietro che lei e Frank si sono lasciati, e che forse non lo ha mai amato, facendogli intendere di essere ancora innamorata di lui. Andreina cerca un continuo aiuto in Vittorio, in particolare vorrebbe che lui parlasse con Rose per capire se la donna può trovarle un lavoro grazie alla sua conoscenza dell'inglese; Elsa le dice che deve smettere di appoggiarsi agli uomini e prendere in mano la sua vita. Nel frattempo, il personale del magazzino segue con angoscia le notizie relative alla rivoluzione ungherese: ciò ha un'inevitabile ricaduta anche sulle decisioni di Rockefeller, e allo stesso tempo il rischio di una prossima guerra fornisce a Corrado il pretesto per avvicinarsi ulteriormente a Clara, la quale continua a ospitarlo a casa sua ed è sempre più chiaramente attratta da lui.
Il ragioniere Galli consta con entusiasmo l'incremento delle vendite grazie all'apertura del reparto maschile e i notevoli progressi di Anna nell'ortografia. Teresa dice a Pietro di sentirsi sollevata dopo averla vista insieme a Frank, ma poco dopo assiste a un litigio fra i due, in cui Rose rifiuta la proposta di Frank di tornare insieme, e quest'ultimo getta rabbiosamente a terra il suo anello. Elsa va a trovare Andreina a casa di Vittorio e le chiede scusa per averle parlato duramente, e dopo aver saputo che ha venduto un suo anello per ricavarne denaro per andare a vivere in albergo, Elsa si offre di ospitarla. All'ultimo momento, Roberto non se la sente di partecipare alla festa da Gabriele e torna in tutta fretta da Silvana, alla quale fa una proposta di matrimonio che la ragazza accetta. Domenico, deciso a ottenere il ruolo di commesso a tutti i costi, segue Roberto e Gabriele fino alla porta del condominio; dopo aver aspettato l'allontanamento di Roberto e l'ingresso di Gabriele, telefona alla polizia per denunciare "una festa di pervetiti". Clara cede alla passione per Corrado e i due fanno l'amore. Teresa dichiara a Pietro di volersi fidare di lui, ma se dovesse fare anche solo un minimo errore con Rose, evidentemente intenzionata a riconquistarlo, tra loro sarà finita per sempre.
- Ascolti: telespettatori 4 271 000 – share 16,7%[6].

## Dio salvi il popolo ungherese
La paura di una nuova guerra a causa dell'invasione russa dell'Ungheria porta molte persone a non uscire di casa. Le ore passano e Il paradiso delle signore non versa nelle condizioni migliori, così Teresa ha un'idea: sfruttare il magazzino come un centro di raccolta fondi per il popolo ungherese con l'appoggio della Croce Rossa. Clara riceve un'informativa dalla Questura su Gabriele, ma in accordo con Pietro decide di archiviarlo. Domenico viene assunto al posto di Gabriele, e corre da Benedetta e suo padre per informarli della cosa. Rose assicura che farà del suo meglio per far arrivare Rockefeller al magazzino, ma l'imprenditore declina decidendo di congedare tutti gli affari in corso; il padre di Rose la vuole ancora a Parigi, e se stavolta rifiuterà interromperà tutti i rapporti con lei. Federica, che aveva origliato la conversazione tra Clara e Pietro, legge di nascosto l'informativa e rivela a Silvana e Ines che Gabriele è stato arrestato per pederastia. Ettore si ripresenta in magazzino e consegna a Clara una lettera contente alcune fotografie di loro figlia Matilde; quella sera stessa, Clara si scusa con Corrado perché non potrà accompagnarlo a Lascia o raddoppia? in quanto deve incontrarsi con Ettore.
Leonardo e Silvana continuano le prove a teatro, e la ragazza è profondamente combattuta per il sentimento che prova per lui. Leonardo ammette di amarla ma, dato che non vuole far soffrire nessuno, decide che la cosa migliore e smetterla subito, e lui si troverà qualcun'altra. Ettore insiste nel voler tornare insieme a Clara, ma lei è ferma nel suo sentimento per Corrado, poi ha modo di parlare brevemente con Donata e Matilde, la quale la chiama affettuosamente "zia". Intanto Corrado, raggiunto un montepremi di 2 560 000 lire, all'ultima domanda si distrae immaginando di vedere Clara lì presente, così dà la risposta giusta ma solo dopo la sirena, e perde. Clara scopre che Corrado non ha fatto ritorno a casa sua, mentre sua madre dice di sapere che prima o poi avrebbe perso, e che almeno le ha pagato l'anticipo della settimana.
La raccolta fondi porta a Il paradiso delle signore una grande affluenza, rivelandosi un successo. Nonostante la nuova mansione di Domenico, il padre di Benedetta non lo accetta e gli presenta il fidanzato della figlia, Paolo; Benedetta stessa dice a Domenico di trovarsi bene con Paolo, che con lui è più semplice perché suo padre approva e gli chiede di non cercarla più. Alla fine, Rose convince Rockefeller a giungere al magazzino, dove l'uomo rincuora i presenti dall'atmosfera di tensione con un elogio della resilienza. La sera, don Saverio e il personale del magazzino si raccolgono in preghiera, al cui termine partono i furgoni con i fondi ottenuti. Elsa, che ha incontrato Salimbeni (il dirigente Rai che aveva impedito a Vittorio di lavorare sui suoi filmati, e col quale Elsa ha iniziato un flirt nonostante sia sposato), consegna a Vittorio una lista con le aziende che produrranno i filmati per il Carosello, con la possibilità che alcune di loro possano rivolgersi all'Agenzia Conti; Vittorio decide di assumere alla sua agenzia anche Andreina. Contemporaneamente, al di fuori de Il paradiso delle signore arriva il padre di Rose, che porta via con sé la figlia. Teresa dice a Pietro che sa che è stato lui a chiedere a Rose di restare, che per concludere l'affare con gli americani era disposto a tutto, e che non lo riconosce più. Pietro prova a rassicurare la ragazza dicendole che ora è tutto a posto e devono pensare solo a loro due.
- Ascolti: telespettatori 3 770 000 – share 18,25%[6].

## Il Paradiso perduto
A Teresa viene recapitata una scatola con il presepe, ma nell'aprirla si accorge che la statuetta di San Giuseppe è rotta, e interpreta ciò come un probabile segnale sinistro. Pietro regala a Teresa una valigia, dicendole di voler andare con lei in Sicilia per passare del tempo con i suoi genitori. Dopo un mese ricompare Rose, la quale comunica a Pietro che Eisenhower vuole Rockefeller a Washington, un'informazione riservata di cui nemmeno Rockefeller stesso è a conoscenza: vuole quindi che la accompagni in aereo a Roma per stringere accordi con Rockefeller prima che lei debba tornare in America. Mentre Quinto sostituisce temporaneamente Corrado come capo-magazziniere, Domenico gli confida di voler fare degli straordinari per mettere da parte la cifra necessaria per viaggiare fino America, per dimenticarsi di Benedetta. Rose informa Teresa che presto partirà per Roma con Pietro; la ragazza lo affronta esortandolo a non lasciarsi manipolare dall'ex moglie, ma Pietro risponde che non è così. Mentre si trovano in una camera oscura per sviluppare alcune fotografie, tra Vittorio e Andreina inizia a nascere del tenero.
Vittorio inizia le selezioni per trovare un Babbo Natale, ma a sua insaputa un ladro coglie l'occasione per infiltrarsi al magazzino. Quando infatti Il paradiso delle signore rimane chiuso per tre giorni di festività in onore di Sant'Ambrogio, il ladro inizia a rovistare negli uffici credendo di essere solo; quando viene sorpreso da Teresa e Anna (la quale ha dimenticato le dispense di dattilografia), prende la seconda in ostaggio puntandole la pistola alla tempia. Poco dopo sopraggiungono Quinto, Domenico, Clara e Letizia. Dato che Clara non ha le chiavi, il ladro ordina a Domenico di legare commesse e magazzinieri a due a due, così Clara si ritrova legata a Teresa, Anna a Quinto, e Letizia a Domenico. Quest'ultimo prova a colpire il ladro, ma viene tramortito e preso a calci, e trasportato da Letizia in un'altra stanza, dove la ragazza lo bacia e rimane accanto a lui fino al suo risveglio. Intanto, Anna rivela a Quinto di essersi allontanata da lui solo perché non voleva che si sacrificasse per lei, poi inizia ad accusare un malessere. Teresa e Clara riescono a liberarsi le mani dalle corde segandole con dei pezzetti di vetro, e la prima tenta di recuperare la pistola abbandonata a terra dal ladro mentre quest'ultimo è intento a riempire una valigia con il contante dopo aver scassinato al cassaforte. Tuttavia, il ladro se ne accorge e la colpisce alla testa, ma Vittorio, appena entrato insieme ad Andreina, lo mette al tappeto. Poco dopo giunge la polizia e il ladro viene arrestato.
Nel frattempo, a Roma, Pietro e Rose cenano in un albergo insieme a Rockefeller e i suoi avvocati. Al termine della cena, conclusasi positivamente per gli affari, Rose e Rockefeller insistono con Pietro per farlo bere per festeggiare "come ai vecchi tempi", e questa volta lui accetta, nonostante abbia chiaro in mente i suoi problemi con l'alcool del passato. Mentre sta per entrare nella sua camera, Pietro vede un cameriere passare con un carrello e un secchiello di champagne, dicendogli che lo consegnerà personalmente a Rose. Pietro quindi cede alla seduzione di Rose e finisce a letto con lei.
- Ascolti: telespettatori 4 070 000 – share 14,95%[7].

## Il sole del Paradiso
Il mattino seguente Pietro riceve un telegramma dal ragioniere Galli sulla tentata rapina al magazzino, poi, resosi conto di quanto accaduto con Rose, ha un durissimo litigio con lei: dichiara di non voler perdere Teresa e di essere disposto a rinunciare all'affare più importante della sua vita pur di tornare da lei, e accusa Rose di trasformarlo in qualcuno che non vuole più essere. Domenico si pente del suo comportamento egoista con cui ha ferito diverse persone (in gran parte scaturito dalla rabbia verso la famiglia di Benedetta), e si confessa con don Saverio. Vittorio consiglia ad Andreina di accettare un invito di sua madre Marisa per riallacciare i rapporti dopo settimane di silenzio, e la donna accetta: l'incontro infatti procede bene, e Andreina scopre che la madre fa ancora tenere la tavola apparecchiata per il marito defunto; nel corso del pranzo, Marisa confessa alla figlia di non averla mai capita fino in fondo, proprio come non aveva capito bene il marito, e di trovarli molto simili. Il ragioniere Galli incontra casualmente Corrado (il quale poco prima aveva scorto Clara in compagnia di Matilde e Donata); l'uomo ammette di essere sparito per un po' perché si vergogna a farsi vedere dopo aver perso a Lascia o raddoppia?, e di star lavorando in un bar dietro al Duomo.
All'oratorio, Domenico dice Letizia di sentirsi in colpa per aver rubato il posto di commesso a Gabriele, ma lei gli dice che ha solo colto l'occasione nel momento giusto. Anna supera l'esame di dattilografia, ma Teresa non è dell'umore per festeggiare a causa di Pietro e dell'affitto che deve pagare per il proprio negozio, a cui sta pensando di rinunciare. Il ragioniere Galli racconta a Quinto di Corrado, e Quinto si reca nel bar dove quest'ultimo ha iniziato a lavorare per convincerlo a tornare a Il paradiso delle signore, ma l'uomo gli confida che il vero problema per lui è Clara, poiché si è convinto che abbia una relazione con un uomo più ricco di cui ha visto l'automobile. Quinto cerca convincerlo del contrario, e gli confida di pensare a fasi alterne ad Anna e Letizia. Pietro ringrazia Vittorio per il supporto dato a Teresa in sua assenza, mentre l'amico approva la sua decisione di mollare Rockefeller. Vittorio propone a Teresa di sgomberare il materiale del suo negozio e portarlo alla sua agenzia, dove potrà lasciarlo fino al momento della sua decisione definitiva, e Teresa mette subito in chiaro che contribuirà economicamente alle spese dello spazio utilizzato.
Marisa disapprova la scelta della figlia di invitare Vittorio alla prima dell'Aida al Teatro alla Scala, nel palco di famiglia, dicendole che sceglie sempre uomini che non la meritano, ma Andreina risponde che tra loro due non c'è alcun rapporto sentimentale; tuttavia, Vittorio finisce per declinare l'invito adducendo la scomparsa ancora recente del padre di Andreina. Domenico porta i biglietti per lo spettacolo a Letizia e Quinto, che li avevano dimenticati. Teresa osserva silenziosamente la vetrina del magazzino ormai chiuso, e piange ripensando a Pietro, che la invita a tornare a lavorarci, ma la ragazza ribadisce di aver bisogno di tempo per pensare e che non tornerà più a fare la Venere. Nel frattempo, a Roma viene trovato il cadavere di Rose, strangolata con una corda nel letto della sua camera d'albergo.
- Ascolti: telespettatori 3 909 000 – share 17,78%[7].

## I duellanti
Corrado torna a lavorare a Il paradiso delle signore, anche se Quinto rimane capo-magazziniere, e dichiara all'amico di non voler rinunciare a Clara. Teresa, seppur disposta a ricominciare da zero con Pietro, non vuole tornare a lavorare per lui. Intanto al magazzino, poco prima della dimostrazione degli schermidori Carlo Pavesi, Giuseppe Delfino e Edoardo Mangiarotti (vincitori dell'intero podio individuale alle Olimpiadi di Melbourne), si ripresenta a sorpresa Bruno Jacobi: egli dichiara di essersi rifugiato a Marsiglia, e che grazie a degli agganci e a nuovi amici si è rimesso in pista e non ha più alcun conto in sospeso con la giustizia. L'uomo rivela inoltre che è stata Rose a incastrarlo, facendo in modo che fosse costretto a vendere le quote del Paradiso con la scusa di un vecchio amico che aveva bisogno di un ultimo favore, e dato che l'affare con gli americani è saltato offre a Pietro dei capitali, in nome della loro vecchia amicizia.
All'Agenzia Conti, la contessa Torriani ringrazia Andreina e comprende i motivi che l'hanno portata ad agire in quel modo nei suoi confronti, apprezzando il fatto che abbia rimediato. Poi la contessa discute con Teresa delle ragioni per cui ha lasciato il Paradiso e, compresi i problemi sentimentali della ragazza, la esorta a continuare a coltivare il suo talento e la sua indipendenza. Nel frattempo, in magazzino, Pietro e Vittorio si prestano come duellanti di scherma dimostrando un certo rancore, animato dalla non ancora risolta gelosia del primo verso Teresa, al cui termine la ragazza rimprovera Pietro per non essersi contenuto. Clara chiarisce l'equivoco con Corrado, spiegandogli che l'uomo col quale si trovava in automobile è il padre di sua figlia Matilde, che ha dovuto dare in adozione: non gliene aveva parlato prima perché temeva che, avendo lui sofferto per l'abbandono di sua madre, avrebbe giudicato male anche lei; è diventata amica della madre adottiva, ed è così che di tanto in tanto può rivedere la figlia, che la chiama «zia Clara», e non vuole sconvolgere la loro vita rivelando alla bambina chi è, poiché è stata Donata che ha cresciuto Matilde come una madre.
Roberto conosce i genitori di Silvana, mentre tra Domenico e Letizia sembra sbocciare un sentimento. Lo sketch natalizio ideato dal team di Vittorio si rivela troppo costoso da realizzare a causa dei diritti d'autore delle canzoni, così lui, Elsa e Andreina devono idearne un altro in soli tre giorni. Pietro, precedentemente interrogato in Questura per capire in che rapporti fosse con Rose, confida al ragionier Galli di credere che la donna sia stata assassinata la mattina stessa in cui lui ripartito per Milano. Mentre parlano d'amore, Federica confida a Ines e Letizia di essersi innamorata del futuro marito di sua sorella, e di sentirsi morire ogni volta che lo vede. Corrado si presenta a un incontro tra Clara, Donata e Matilde, presentandosi ufficialmente come il fidanzato della donna; mentre il gruppo si allontana, viene osservato in lontananza da Ettore e un suo collega, in attesa di parlare una seconda volta con Galli. La notizia della morte di Rose viene diffusa sui giornali e anche alla radio, e giunge anche alle orecchie di Teresa: una volta raggiunto il magazzino, la ragazza vede Pietro, arrestato come principale indiziato per l'omicidio, venire prelevato dalla polizia.
- Ascolti: telespettatori 4 450 000 – share 16,63%[8].

## Presunto innocente
Grazie all'intervento di Bruno, Pietro viene scagionato, ma con le indagini ancora in corso gli viene chiesto di non allontanarsi da Milano. L'uomo dice a Bruno di non essere comunque interessato ai capitali che può offrirgli, perché è in cerca di soldi puliti. Il ragionier Galli informa Pietro della partenza di Teresa e Vittorio verso la fabbrica tessile di Biella, a causa dell'allarme maltempo e delle comunicazioni interrotte, il che fa ingelosire anche Andreina. Pietro decide di andare personalmente a Biella perché vuole che Teresa sappia che lui è assolutamente innocente. Dopo essersi preparati per recitare in un presepe vivente, Letizia e Quinto capiscono di non essersi mai veramente amati e si lasciano amichevolmente. A teatro, Silvana vede Leonardo (che si accorge di lei) e un'altra attrice mentre se la spassano dietro le quinte, e se ne va con un'espressione tra l'afflitto e il beffardo. Pochi minuti prima dell'inizio dello spettacolo, Roberto incontra Gabriele, appena uscito di prigione, il quale gli domanda perché l'abbia denunciato, non sapendo che in realtà è stato Domenico.
La situazione a Biella si aggrava notevolmente quando il fiume rompe gli argini. Pietro spiega a Teresa di non avere nulla a che fare con la morte di Rose, e la ragazza gli crede. L'uomo decide di essere completamente onesto con lei, e confessa di averla tradita con Rose: prevedibilmente, Teresa reagisce con rabbia e dolore, si chiude in una stanza e gli urla di lasciarla sola. Conclusa la rappresentazione teatrale, Leonardo dice a Silvana di sapere che le è piaciuto guardarlo mentre era con l'altra attrice, perché lei è una ragazza piena di passione ed è quello che ha cercato di farle capire fin dall'inizio: lui è certo di potergliela dare, ma non capisce perché lei vi stia rinunciando in nome di «un'insipida, ordinaria felicità borghese». Silvana ribatte che per lei Roberto è speciale, che l'ha aiutata fin dall'inizio e che non la farebbe mai rinunciare, e che quella che può avere tutto è lei. Ciononostante, quando la sera stessa Silvana prova a fare l'amore con Roberto, lui finisce per respingerla.
Il mattino seguente, Teresa si fa dare un passaggio da un camion con gli ordinativi per Il paradiso delle signore, mentre Vittorio è già tornato da Andreina, nonostante la macchina sia rimasta impantanata in campagna e lui abbia dovuto finire il percorso a piedi, sotto il diluvio. Anna racconta a Silvana di aver essersi trovata improvvisamente di fronte Massimo, il quale ha nuovamente reclamato il nascituro per sé e sua moglie, mentre Silvana le racconta di essere stata respinta da Roberto. Teresa, in lacrime e con il fiato corto, torna dalle due. Domenico confessa a Gabriele di essere stato lui a denunciarlo, e di averlo fatto per ottenere un lavoro migliore col quale essere accettato dal padre della ragazza che amava. Letizia, che ora comprende il reale mezzo col quale Domenico ha ottenuto il posto da commesso, se ne va senza dire una parola. Gabriele dà un pugno a Domenico, poi si allontana schifato. Vittorio chiede ad Andreina di rimanere con lui e di lì a poco la passione ha il sopravvento. Clara viene a sapere da Ettore che Donata è stata sorpresa nell'atto di rubare a casa dei signori per i quali lavorava, e perciò Matilde è stata portata dalle suore Stelline; recatasi lì in compagnia di Corrado, Clara scopre che avendo rinunciato alla figlia non potrà vederla, ma Corrado è sicuro di poter trovare una soluzione. Anna partorisce una femmina, e Quinto si trova casualmente ad assisterla con Teresa.
- Ascolti: telespettatori 3 992 000 – share 17,8%[8].

## Lo spirito natalizio
Il ragionier Galli informa Pietro dell'intervista rilasciata da Rockefeller sulla prossima apertura del suo Mall, e intanto indaga su sua richiesta su un certo Izzo, recentemente salito alla ribalta grazie alla proprietà di un istituto di credito, prima di concludere la vendita del palazzo della contessa Torriani. È arrivato il momento per Vittorio, Andreina ed Elsa di girare il loro primo carosello, ma il testo dello sceneggiatore va cambiato poiché, come fa notare la moglie di Salimbeni, è pressoché identico all'Ode al giorno felice di Pablo Neruda. La contessa si congratula con Teresa per l'abito confezionato e le chiede notizie su Pietro, col quale doveva stipulare l'atto notarile, ma che non si è fatto più sentire. All'uscita dallo studio, le due assistono allo sgombero da parte della polizia degli inquilini del palazzo della contessa, poiché il geometra del Comune ha dichiarato che il palazzo è pericolante e va sgomberato: per la contessa è un duro colpo, tanto che le tornano in mente le deportazioni in tempo di guerra, al punto da procurarle un malore. Teresa e Pietro la riaccompagnano a casa. Anna presenta al personale del magazzino sua figlia, che ha chiamato Irene.
Clara accorre in Questura, dove Donata giura di non aver commesso alcun furto, nonostante Ettore asserisca che le prove sono schiaccianti, in quanto le sono stati trovati in tasca alcuni gioielli della famiglia presso cui lavorava, e di conseguenza ora tocca a loro due prendersi cura di Matilde, avendo convinto le suore. Dopo aver rischiato l'arresto, Aldo, il padre di Silvana, confessa a Roberto di essere omosessuale, e di aver capito che anche lui lo è: l'uomo gli chiede di lasciare Silvana, perché non vuole che faccia soffrire sua figlia per tutta la vita come lui ha fatto soffrire sua moglie Luisa. Pietro, come regalo di Natale per Teresa, invita a Milano i genitori della ragazza, i quali ormai hanno di lui un'opinione del tutto positiva. Teresa, pur non riuscendo ancora a perdonarlo, non può che constatare la generosità dell'uomo, il quale, in presenza di un notaio, si propone di acquistare il palazzo della contessa e farsi carico dei suoi inquilini.
Silvana e Leonardo vengono scritturati per una tournée per tutta Italia, mentre Domenico e Letizia fanno pace. Il team di Vittorio assiste alla registrazione dello sketch per il Panettone Amati, e Andreina si ingelosisce pensando che il nuovo testo scritto da Vittorio sia rivolto a Teresa. Parlando con Silvana, Roberto s'inventa che suo padre non vuole che stia con lei perché gli aveva chiesto di dissuaderla dal diventare attrice (nonostante invece l'avesse sempre sostenuta), ma di aver rifiutato. Ettore informa Clara che, in qualità di padre naturale di Matilde, può chiederne l'affidamento per tutto il tempo che Donata trascorrerà in galera, ma perché ciò sia possibile chiede a Clara di sposarlo. Vittorio tranquillizza Andreina, e mentre i due si scambiano qualche effusione vengono interrotti da Marisa, che invita perentoriamente Vittorio a seguirla nel suo studio. Nel frattempo, Pietro rifiuta la proposta di Izzo di rinegoziare il prezzo di vendita del palazzo della contessa per non modificare gli accordi precedentemente presi, ma ne accetta il finanziamento, ignaro del fatto che Izzo è socio in affari di Bruno. Teresa è raggiante nel trovare i suoi genitori nel suo appartamento.
- Ascolti: telespettatori 4 089 000 – share 16,23%[9].

## Natale al Paradiso
È la Vigilia di Natale. Ettore dice a Corrado di aver dovuto rinunciare a Clara perché era sposato, ma ora che è vedovo vuole stare con lei e loro figlia, e lo minaccia velatamente ricordandogli il suo passato di contrabbandiere di sigarette; Corrado ne mette subito al corrente Clara. Teresa, su consiglio dei genitori, raggiunge Il paradiso delle signore per invitare Pietro per cena (a cui parteciperanno anche Silvana, Anna e Quinto), ma mette in chiaro che questo non significa che dimenticherà ciò che è successo, e dovrà fingere che tutto vada bene. Marisa inizia a mettere sottilmente i bastoni fra le ruote a Vittorio, non ritenendolo all'altezza del rango di sua figlia, e Andreina corre ai ripari accompagnandolo ad acquistare un regalo per lei.
Silvana dice a Roberto di aver lasciato la compagnia teatrale affinché possano sposarsi. Elsa, che ha assistito perplessa alla scena, affronta Roberto: ha capito tutto sul suo conto, e sebbene abbia il diritto di essere confuso, non può usare questa cosa come scusa facendo star male gli altri, e anche se stesso. Leonardo cerca di convincere Silvana a tornare a recitare, ma lei non vuole ascoltarlo. Pietro scopre dal sindaco che il palazzo che dovevano consegnare agli inquilini della contessa Torriani è andato ad altra destinazione, pensando che tutto fosse concluso con la morte di Rose, e nonostante Pietro ribadisca che l'operazione stia andando avanti con altri finanziatori e lui si sia impegnato con la vecchia proprietà, ormai non c'è niente che possa fare. Elsa continua la sua relazione clandestina con Salimbeni, ma rimane dispiaciuta quando lui se ne va per passare la serata con i figli e la moglie. In agenzia, Vittorio e Roberto chiacchierano sul discorso che il primo deve scrivere per Andreina, per onorare la tradizione di casa Mandelli; mentre Vittorio cerca di asciugare la cravatta di Roberto, macchiata col vino, quest'ultimo tenta improvvisamente baciarlo: Vittorio si ritrae spaventato e infastidito, e se ne va lasciandolo solo.
Alla sontuosa festa natalizia di casa Mandelli, la madre di Andreina presenta alla figlia il signor Izzo, e a Vittorio gli amici di famiglia; quando Marisa cede la parola a Vittorio, l'uomo declama il suo discorso in modo molto sintetico, celebrando il defunto signor Mandelli. Ben presto però, Vittorio comincia a non sentirsi a proprio agio e decide di andarsene salutando Andreina, dicendole che preferisce passare il Natale con i suoi piccoli nipoti: Andreina reagisce con comprensione, ma inizia a temere un allontanamento. La madre di Teresa capisce che tra sua figlia e Pietro c'è un problema, e ne parla con entrambi. Clara porta Matilde a casa sua e litiga con sua madre, che l'aveva costretta a darla in adozione, dichiarando che sposerà Ettore e intimandole di non dire nulla a Corrado. Quinto chiede ad Anna di sposarlo, e lei accetta subito. Mentre Domenico e Letizia vestono rispettivamente i panni di San Giuseppe e Maria per il presepe vivente di don Saverio, il primo dona alla ragazza la catenina che sua madre gli aveva consegnato prima che partisse per Marcinelle, chiamandola «il mio angelo custode» e scambiando un bacio. Roberto trova finalmente il coraggio di dire la verità a Silvana, cioè di essere attratto dagli uomini: lei reagisce dandogli uno schiaffo e rinfacciandogli ciò a cui ha rinunciato a causa delle sue menzogne, dicendogli di andarsene. Pietro informa Teresa di avere un problema con il palazzo per gli inquilini della contessa, e che il giorno seguente dovrà parlare assolutamente con il suo investitore; la ragazza mostra un segno di distensione invitandolo a pranzo.
Arriva Natale. Benedetta dice a Domenico che alla fine i suoi genitori lo hanno accettato, soprattutto quando nell'ultimo periodo non è stata tanto bene, e lo invita a casa loro; Domenico accetta anche se con poca convinzione. Roberto comunica a Elsa e Vittorio di aver ricevuto una proposta di lavoro che ha accettato solo ieri sera, quando ha capito che non sarà in grado di rendere felice Silvana. Prima che Roberto se ne vada, Vittorio gli ricorda che il giorno del colloquio lo assunse perché era il migliore, e che può tornare da loro quando vuole, perché quella è casa sua. Vittorio dice ad Elsa che passerà la giornata con la famiglia del fratello, perché anche se ci tiene ad Andreina non è pronto a una famiglia; quando Elsa gli chiede se avrebbe fatto lo stesso con Teresa, Vittorio risponde che fino a quel punto con Teresa non ci è arrivato, e di essere come Elsa stessa, cioè non si fa «fregare dall'amore». Elsa riflette su queste parole, si accorge del vuoto che la circonda e capisce finalmente che, nonostante sbandieri continuamente e con fierezza la sua indipendenza, in realtà è una persona molto sola.
Andreina e sua madre si scambiano gli auguri di Natale, con Marisa che non nasconde un certo compiacimento nell'essere riuscita evitare la presenza di Vittorio. Letizia viene a sapere da don Saverio che Domenico passerà la giornata con la famiglia di Benedetta. Corrado va a casa di Clara per regalarle un anello di fidanzamento, ma quando la donna gli confessa di essere disposa a sposare Ettore pur di poter avere in affidamento Matilde, rimette in tasca l'anello e se ne va addolorato. La contessa dà un regalo a Teresa, e consegna alla ragazza anche quello per Pietro, dicendole che lo ha cambiato in meglio e che «dietro un grande uomo c'è sempre una grande donna». Intanto Pietro raggiunge Izzo in hotel, ma lo trova in compagnia di Bruno e capisce subito come mai con tutte le banche che gli chiudevano le porte in faccia con lui è stato facile ottenere un finanziamento; Bruno lo definisce uno dei più cari amici che si è fatto in Francia, e chiede a Pietro se è contento di come hanno levato «il fastidio degli inquilini», dicendogli che la sistemazione non la pagano loro, ma è a carico del Comune. Pietro minaccia di denunciarli, ma Izzo risponde che non gli conviene farlo. Teresa aspetta invano l'arrivo di Pietro, così il pranzo di Natale comincia senza di lui.
- Ascolti: telespettatori 3 705 000 – share 18,26%[9].

## Sconti e conti di fine anno
Mentre i genitori di Teresa e la figlia si salutano, Pietro ha una discussione con la contessa Torriani, alla quale spiega che il geometra che si è occupato della perizia del palazzo è corrotto, ma che sono ancora in tempo per annullare il contratto di compravendita: tuttavia la contessa rifiuta dicendogli di dimostrare la colpevolezza del geometra il prima possibile, e di trovare una sistemazione per i suoi ex inquilini. Corrado è convinto che Ettore, pubblico ufficiale, abbia mandato ingiustamente in galera Donata solo per poter sposare Clara, ma la donna risponde che non può vivere senza Matilde e che se la ama veramente deve lasciarla andare. Teresa viene a sapere dal ragionier Galli e Pietro che il geometra corrotto ha ricevuto una bustarella da Bruno, socio occulto di Izzo: i soldi che ha usato per comprare il palazzo sono sporchi ma non ha prove concrete, quindi non può andare dalla polizia, anche perché sicuramente riceverebbe ritorsioni.
Pietro regala un buono alla moglie del geometra per fare acquisti a Il paradiso delle signore; mentre la donna è in camerino, al magazzino giunge l'amante del geometra (la quale non sa che lui è sposato, e che è stata invitata con un'altra buono da Teresa) e l'uomo, pur di salvare la reputazione, accetta di rettificare la pratica. Domenico è combattuto tra il sentimento che prova per Letizia e l'amore di Benedetta. Quest'ultima, ignara di quanto fosse accaduto fra loro, informa Letizia che presto lei e Domenico si sposeranno, e le chiede di partecipare come testimone di nozze; Letizia, pur congratulandosi con entrambi, riesce a stento a trattenere le lacrime. Con l'aiuto di Quinto, Corrado affronta Ettore e registra le sue parole: è stato infatti lui a incastrare Donata affinché Clara non avesse altra scelta che sposarlo. Corrado fa ascoltare il nastro a Clara, con la quale si mette d'accordo per costringere Ettore a liberare Donata. Elsa continua a frequentare di nascosto Salimbeni, nonostante si domandi perché proprio lei si sia messa in mezzo a una situazione del genere. Silvana raggiunge la sua compagnia teatrale e, scusandosi, chiede di essere reintegrata, come accade grazie all'intervento di Leonardo, e presto prenderà parte alla tournée.
Marisa rivela ad Andreina (che l'ha vista discutere con Izzo) di voler mettere Pietro nella condizione di essere loro debitore, suscitando il disappunto della figlia, la quale si sente rispondere che se glielo impedirà significherebbe ricominciare a farsi la guerra. Chiuso il Paradiso in uno degli ultimi giorni del 1956, Pietro fa un accorato discorso di ringraziamento a tutti i suoi dipendenti, in attesa di festeggiare tutti insieme la notte di San Silvestro, e Vittorio ne approfitta per scambiare alcune parole con Teresa. Corrado e Clara mostrano a Ettore il nastro con la registrazione, e la donna si dice pronta a denunciarlo ai Carabinieri se dovesse rifiutare di scagionare Donata. Letizia ottiene da don Saverio di partire per una missione in Africa. Mentre Anna e Quinto tornano a casa, vengono fermati da Massimo e un ufficiale giudiziario: la sentenza del tribunale decreta l'affidamento della piccola Irene a Massimo, suo padre biologico. Anna assiste impotente e disperata all'allontanamento della figlia.
Equivocando alcune carinerie di Vittorio, la sera Ines si presenta a casa sua. Un istante dopo suona alla porta Andreina la quale, vedendo la ragazza in abito da sera e con un bicchiere di vino in mano, crede che Vittorio la stia tradendo e lo rassicura sarcasticamente di non essere incinta come aveva pensato. Mentre Pietro e Teresa si dicono felici e fiduciosi per il loro futuro, Bruno, per ripicca verso il geometra, lo fa legare e picchiare dai suoi scagnozzi.
- Ascolti: telespettatori 4 392 000 – share 16,41%[10].

## Conto alla rovescia
Bruno dice a Pietro che il geometra ha cambiato idea sulla rettifica delle perizie, che comunque non potrebbe modificare avendo entrambe le braccia spezzate, e dato che lui ha accettato i soldi di Izzo non è più in condizione di scegliere: deve accettare di ospitare al magazzino per poche ore un carico di "vestiti", e se farà il "bravo" lo aiuterà con la questione degli inquilini del palazzo. Andreina dice a sua madre che deve smettere di tirare sempre in mezzo il padre morto, e che la banca Mandelli non farà alcun affare per distruggere Pietro e Il paradiso delle signore, infine consigliandole di accettare la fine di «quest'assurda vendetta di famiglia», prima di partire verso New York. Vittorio ed Elsa assistono alla prima proiezione del loro sketch, considerato il più interessante, che verrà trasmesso in televisione; scambiano inoltre alcune parole sulla fine delle loro relazioni. Letizia dà le dimissioni a Clara, chiedendole di avvertire le altre Veneri al posto suo non ritenendosi brava con i saluti, ma Clara la invita a salutare le sue colleghe di persona il giorno successivo, il 31 dicembre, proprio la sera in cui deve recarsi a Genova. Anna vede Massimo e Giovanna uscire di casa col passeggino e chiede loro, vanamente, di lasciarle vedere sua figlia.
Al Paradiso arrivano della casse senza bolla, ma Pietro ordina al ragionier Galli di lasciarle stare e che ci penserà lui. Quando il magazzino è ormai vuoto, Pietro scardina una delle casse e trova della droga nascosta in un doppio fondo: deciso a denunciare il crimine, chiama la polizia. Letizia cura Domenico, che per la fretta di raggiungerla si è fatto investire: lui sa che Letizia se ne sta andando per colpa sua, e lei dichiara di aver bisogno di tempo per capire cosa le è successo nell'ultimo periodo, ed è sicura che il viaggio in Africa le servirà a capirlo. Teresa, Silvana e Quinto vengono sorpresi da Anna, giunta insieme a Irene, disposta ad andare contro la legge pur di tenerla con sé. Bruno dice a Pietro di aver provato davvero a cambiare e dà la colpa a Rose; quando Pietro ribatte che accampa sempre scuse, Bruno risponde di non aver mai avuto scelta. Poco dopo giunge la polizia, ma Bruno riesce a scappare. Don Saverio indirizza Anna e Quinto da un prete di sua conoscenza, padre Esteban, che abita in un paesino nei Pirenei e che li aiuterà a sposarsi e a rifarsi una nuova vita; Pietro (che consegna loro una sorta di liquidazione) e Teresa organizzano perciò un viaggio in macchina, così i due riescono a passare la frontiera in tempo.
Izzo informa Pietro che la polizia ha perquisito la sua camera d'albergo e avviato una rogatoria internazionale, ma non troverà niente perché le sue società sono tutte regolarmente registrate; Izzo rivuole i soldi che gli ha dato per comprare il palazzo e quelli che gli ha fatto perdere con il sequestro entro la sera stessa, minacciando di prendersi il Paradiso in caso contrario, minacciando anche di far del male a Teresa. Pietro corre a casa della ragazza si scontra con un uomo al soldo di Izzo, il quale minaccia Teresa con una pistola. Vittorio riceve a casa sua una signora di nome Giuliana Gualtieri, la prima amante di suo padre. La donna gli spiega che si sono conosciuti quando lui era ormai già sposato padre di Vittorio ed Edoardo, ma nessuno dei due voleva rovinare la propria famiglia, e lei lo ha amato ancora di più perché ha rinunciato per il profondo amore dei suoi figli. Ciò induce Vittorio a comprendere di amare realmente Andreina, e si precipita a parlare prima che il suo taxi parta per l'aeroporto: le dice che ha sbagliato tutto e che ha bisogno di lei, che con lei può essere se stesso senza fingere mai, che non gli importa della famiglia Mandelli ma solo di loro due; Andreina accetta felicemente la sua proposta di matrimonio. Pietro torna a casa di Teresa e consegna la busta con i soldi richiesti allo scagnozzo di Izzo, che se ne va. Clara e Corrado, in convento insieme a Matilde, assistono gioiosi al ritorno di Donata.
Il Paradiso è pronto per festeggiare Capodanno 1957. Siccome per l'anno venturo è necessario reintegrare il personale, Clara propone a Pietro di riassumere Donata come Venere. Federica presenta a Teresa sua sorella Corinna e il quasi-cognato Renato. Silvana ormai fa coppia con Leonardo, mentre Ines conosce un ragazzo alla festa. Letizia saluta tutti gli amici e colleghi prima di partire per il viaggio in Africa, decisione che è riuscita a prendere per merito loro. Vittorio si presenta assieme ad Andreina, la quale si complimenta con Pietro per il bel gesto verso il Paradiso, ricevendo a sua volta lo stesso complimento. Izzo informa Marisa che Pietro l'ha pagato con un assegno della banca Mandelli, e la donna intuisce che dietro c'è sua figlia. Pietro non ha ancora pensato su quali nuovi affari lanciarsi, ma ha deciso di affidarli al ragionier Galli, sapendo che li proteggerà come se ci fosse lui. Domenico si prende una pausa dalla serata con i familiari di Benedetta poi, capendo di non sopportare più quella situazione opprimente, decide di correre a gambe levate per raggiungere Letizia, scoprendo con amarezza da don Saverio che l'auto per Genova è appena partita.
Teresa raggiunge Pietro fuori dal magazzino dove, appoggiato alla sua auto, fuma e contempla le vetrine del Paradiso. Teresa dichiara abbracciandolo che questa non è la fine e non si arrenderanno, e lui risponde di essere l'uomo più fortunato del mondo. Un istante prima di rientrare, però, riappare a sorpresa Bruno, armato di pistola: l'uomo dice di essere braccato dalla polizia e dagli uomini di Izzo, incolpando Pietro di averlo tradito. Pietro replica dicendo che pensava solo di fare la cosa giusta, ma Bruno non vuole sentire ragioni e punta contro di loro la pistola, minacciando di ucciderli entrambi. Pietro dice che lo conosce e non farebbe mai del male a una donna, ma Bruno rivela di essere stato lui a uccidere Rose poi, prima di sparare, esclama a Teresa che «non è niente di personale». Pietro, nel frapporsi per proteggere Teresa, viene colpito al petto e si accascia a terra. Bruno si avvicina per sparare anche a Teresa, ma all'ultimo decide di risparmiarla e se ne va. Mentre al magazzino la festa prosegue, Teresa rimane sola e scioccata accanto a Pietro.
- Ascolti: telespettatori 3 938 000 – share 17,72%[10].